# Plainfield (Iowa)
Plainfield és una població dels Estats Units a l'estat d'Iowa. Segons el cens del 2000 tenia 438 habitants.

## Demografia
Segons el cens del 2000, Plainfield tenia 438 habitants, 194 habitatges, i 123 famílies. La densitat de població era de 512,5 habitants/km².
Dels 194 habitatges en un 29,4% hi vivien nens de menys de 18 anys, en un 56,2% hi vivien parelles casades, en un 7,2% dones solteres, i en un 36,1% no eren unitats familiars. En el 30,9% dels habitatges hi vivien persones soles el 16,5% de les quals corresponia a persones de 65 anys o més que vivien soles. El nombre mitjà de persones vivint en cada habitatge era de 2,26 i el nombre mitjà de persones que vivien en cada família era de 2,85.
Per edats la població es repartia de la següent manera: un 24,9% tenia menys de 18 anys, un 9,4% entre 18 i 24, un 25,6% entre 25 i 44, un 23,1% de 45 a 60 i un 17,1% 65 anys o més.
L'edat mediana era de 37 anys. Per cada 100 dones de 18 o més anys hi havia 91,3 homes.
La renda mediana per habitatge era de 39.688 $ i la renda mediana per família de 48.750 $. Els homes tenien una renda mediana de 30.536 $ mentre que les dones 24.464 $. La renda per capita de la població era de 18.156 $. Entorn del 4,6% de les famílies i el 8% de la població estaven per davall del llindar de pobresa.

## Poblacions més properes
El següent diagrama mostra les poblacions més properes.